# Фрайланд-бай-Дойчландсберг
Фрайланд-бай-Дойчландсберг (нем. Freiland bei Deutschlandsberg) — коммуна (нем. Gemeinde) в Австрии, в федеральной земле Штирия. 
Входит в состав округа Дойчландсберг.  Население составляет 140 человек (на 31 декабря 2005 года). Занимает площадь 10,27 км². Официальный код  —  60306.

## Политическая ситуация
Бургомистр коммуны — Герхард Райниш (АНП) по результатам выборов 2005 года.
Совет представителей коммуны (нем. Gemeinderat) состоит из 9 мест.
- АНП занимает 9 мест.